# Pegomya jynx
Pegomya jynx är en tvåvingeart som först beskrevs av Seguy 1926.  Pegomya jynx ingår i släktet Pegomya och familjen blomsterflugor. Inga underarter finns listade i Catalogue of Life.